# 최은정
최은정(1968년 4월 9일 ~ )는 대한민국의 방송인이다.

## 생애
최은정은 1968년 경상남도 마산시에서 태어났다. 2005년 EBS 인터넷 강의 강사로 강사 생활을 시작했다. 전직 이화여자대학교 겸임 교수이자 다수의 텔레비전 프로그램에 출연한 방송인이다.
이화여자대학교 사범대학 과학교육과를 졸업하고 동 대학원 생물학(인류유전학)으로 석사학위, 과학교육학과에서 박사학위를 받았다. 그 후 이화여자대학교, 단국대학교, 가톨릭대학교 대학원, 경인교육대학교, 건국대학교 등 다수의 대학교에서 강사로 활동하였고 이화여자대학교에서는 겸임교수를 역임하였다. 또한 EBS 과학탐구 최우수강사 표창장을 2011년과 2013년에 수상했으며, EBS에서 10년간 과학논술 및 수능 과학탐구영역을 강의했을 정도로 베테랑 강사이다.
집필활동도 활발한 편이다. '허걱, 세상이 온통 과학이네' 등의 생활과학과 관련된 저서를 집필했으며, '하이라이트 핵심 고등과학', 'EBS 최은정의 생생 생명과학1' 등 수능과학 관련 서적 집필 이력도 있다. 중학교, 고등학교 문제집 등 10여권 이상의 책과 교재를 집필했으며, 'KBS 생생정보 생활밀착 살림법' 등의 서적을 감수했다.
2005년 이후부터 매우 활발하게 방송활동도 이어나가고 있다. 약 50여개 이상의 다수 TV프로그램에 생활과학 지식고문으로 활동하였거나 현재도 활동 중이다. 2019년 현재 SBS '좋은아침' 금요일 방송에 고정출연 중이고, KBS2 '생생정보', MBC' 생방송 오늘아침'에 과학전문가로 자주 출연하고 있다. 또한 TV조선 '만물상'에 1년이상, MBN'황금알'에 3년이상 격주 고정패널로 계속 출연하는 등 지상파와 종편을 가리지 않고 과학전문가 역할로 자주 출연중이다.
STS(Science, Technology & Society) 과학교육을 강조하며 생활 속에서의 과학을 연구해왔다. 항상 생활에서 발견할 수 있는 과학을 연구하고 실험하기에 방송계에서 괴짜 과학자, 괴짜 실험 아즈매로 통한다. 과학탐구영역 강의에서도 실험을 모두 직접 설계해서 독특한 실험을 통해 가르치는 것으로 유명하다. 현재 엠베스트와 메가스터디에서 인터넷강의로 과학실험강의를 진행중이며, 최은정과학교육 연구소를 운영하고 있다. 과학은 실험을 통해 발전한 학문이라는 생각이라는 신념으로 연구와 강의를 진행하는 중. '실험'의 내용이 다 '시험'으로 출제된다는 말을 강의 도중 한 적이 있다.

## 학력
- 마산여자고등학교 (졸업)
- 이화여자대학교 과학교육학과 (졸업)
- 이화여자대학교 대학원 생물학과 (석사 졸업)
- 이화여자대학교 대학원 과학교육학과 (박사 졸업)

## 출연 프로그램
- 2005년 MBC 《정보토크 팔방미인》
- 2006년 SBS 《모닝와이드 조영구의 별난정보》
- 2008년 YTN Science TV 《놀라운 발견》
- 2008년 YTN Science TV 《최은정의 사이언스 쇼》
- 2010년 KBS 2TV 《세상의 아침》
- 2012년 MBN 《창과 방패》
- 2013년 JTBC 《살림의 신》
- 2013년 TV조선 《만물상》
- 2013년 MBN 《언니들의 선택》
- 2014년 SBS 《꾸러기 탐구생활》
- 2014년 SBS 파워FM 《호란의 파워FM》
- 2014년 KBS 2TV 《위기탈출 넘버원》
- 2014년 MBN 《황금알》
- 2017년 KBS 2TV 《아침이 좋다》
- 2017년 SBS 《모닝와이드》
- 2017년 KBS 2TV 《여유만만》
- 2018년 KBS 2TV 《2TV 생생정보》
- 2018년 MBC 《생방송 오늘 l아침》
- 2018년 SBS 《생방송 투데이》
- 2018년 TV조선 《만물상》
- 2018년 SBS 《좋은 아침》
- 2019년 SBS 《모닝와이드》 레알 검증왕
- 2024년 SBS 《오늘부터 인생 2막》

## 경력
- 1995년 3월 ~ 2008년 2월 - 이화여자대학교 강사
- 2001년 9월 ~ 2008년 2월 - 단국대학교 강사
- 2002년 3월 ~ 2006년 8월 - 가톨릭대학교 대학원 강사
- 2005년 9월 ~ 2019년 8월 - 건국대학교 강사
- 2005년 12월 ~ 2015년 12월 - EBS 강사
- 2006년 9월 ~ 2009년 8월 - 경인교육대학교 강사
- 2008년 3월 ~ 2016년 2월 - 이화여자대학교 겸임교수

## 저서
- 개념풀 특강 중학 과학 2(2015 개정 교육과정,2020), 지학사 2018.11.30.
- 개념풀 특강 중학 과학 1(2015 개정 교육과정,2020), 지학사 2017.12.20.
- 허걱!! 세상이 온통 과학이네 (만화책처럼 재미있고 성적은 쑥쑥 오르는 과학이야기), 알에이치코리아 2017.07.17.
- 하이라이트 Only 핵심 고등 과학 (2016), 지학사 2014.11.10.
- 신사고 우공비 생명과학 1 (2019), 좋은책신사고 2014.11.01.
- 하이라이트 특강 과학 1 (알기 쉽게 정리 잘한, 2015), 지학사 2014.10.30.
- 하이라이트 특강 과학 2 (알기 쉽게 정리 잘한, 2015), 지학사 2014.10.30.
- 하이라이트 특강 과학 중3 (2015), 지학사 2014.10.30.
- EBSi 강의교재 고2 과학개념 과학탐구영역 최은정쌤의 생생 생명과학1 (2014, 강의노트), EBS한국교육방송공사 2013.11.21.
- 알기 쉽게 정리 잘한 하이라이트 특강 과학 중1 (2014), 지학사 2012.11.10.
- 알기 쉽게 정리 잘한 하이라이트 특강 과학 중2 (2013), 지학사 2012.11.10.
- 하이라이트 특강 중3 과학 (알기 쉽게 정리 잘한, 2014), 지학사 2012.11.10.
- 허걱!! 세상이 온통 과학이네 (만화책처럼 재미있고 성적은 쑥쑥!), 랜덤하우스코리아 2007.06.15.

## 수상 내역
- 2011년 - EBS 과학탐구 최우수강사 표창장
- 2013년 - EBS 과학탐구 최우수강사 표창장